# Kalifornienhärmtrast
Kalifornienhärmtrast (Toxostoma redivivum) är en nordamerikansk fågel i familjen härmtrastar inom ordningen tättingar.

## Kännetecken

### Utseende
Kalifornienhärmtrast är en stor (28-32 cm) härmtrast, störst i släktet Toxostoma. Den har långa ben, en lång och kraftigt nedåtböjd näbb och fjäderdräkten är jämnfärgat brun. Den är mycket lik brungumpad härmtrast, men skiljer sig genom att vara beigefärgad på buk och undre stjärttäckare (brungumpad härmtrast har grå buk och rostfärgade undrestjärttäckare), mörkt ögonstreck och mörk, ej ljus, ögoniris.

### Läten
Sången är rätt mörk och hård, med inslag av gnissliga och mycket ljusa toner. De flesta toner upprepas två eller fler gånger. Bland lätena hörs ett mer melodiskt och ibland dubblerat "dlulit".

## Utbredning och systematik
Kalifornienhärmtrast delas in i två underarter med följande utbredning:
- Toxostoma redivivum sonomae – förekommer i norra Kalifornien (södra till Monterey County)
- Toxostoma redivivum redivivum – förekommer i södra Kalifornien och nordvästra Baja

Arten är stannfågel där ungfåglar rör sig högst några kilometer från sin födelseplats.

## Levnadssätt
Kalifornienhärmtrast är vanlig men svår att få syn på i chaparral eller liknande tät buskmark upp till 2000 meters höjd, men ses även i parker och trädgårdar. Likt bågnäbbad härmtrast ägnar den mycket tid på marken där den gräver med näbben på jakt efter insekter och andra ryggradslösa djur, men är skyggare och mer tillbakadragen. Vintertid intar den även frukt och bär.

### Häckning
Fågeln häckar tidigt på året, från februari–mars till åtminstone mitten av juli. Den lägger två kullar med 1–6 ägg. Boet placeras väl gömt i ett tätt snår, en robust plattform av grova kvistar fodrat med rötter och finare växtmaterial.

## Status och hot
Arten har ett stort utbredningsområde och en stor population, men tros minska i antal, mellan 1965 och 2015 med 35%. Den har dock inte minskat tillräckligt kraftigt för att den ska betraktas som hotad. Internationella naturvårdsunionen IUCN kategoriserar därför arten som livskraftig (LC). Världspopulationen uppskattas till 300.000 häckande individer.

## Bilder

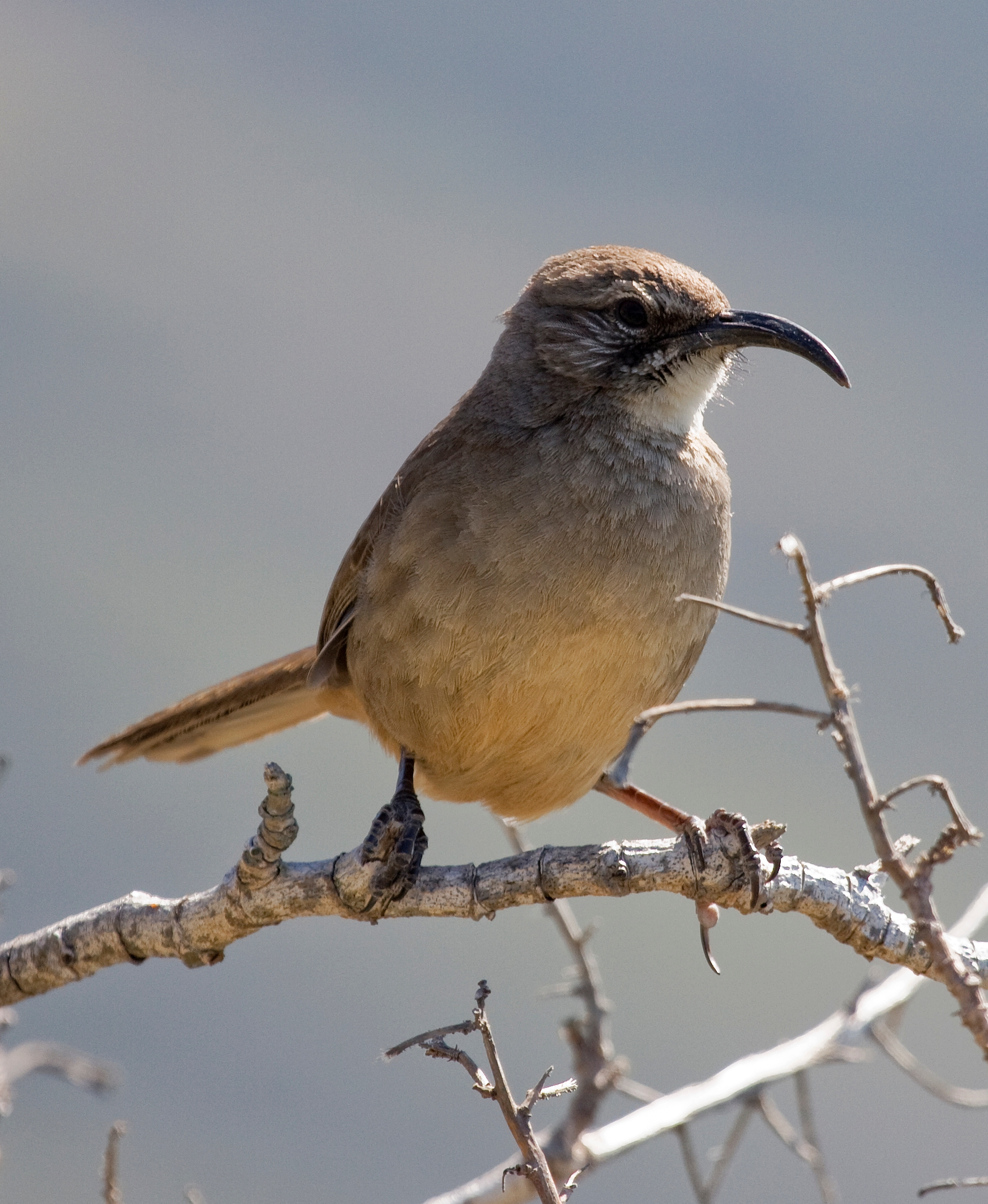
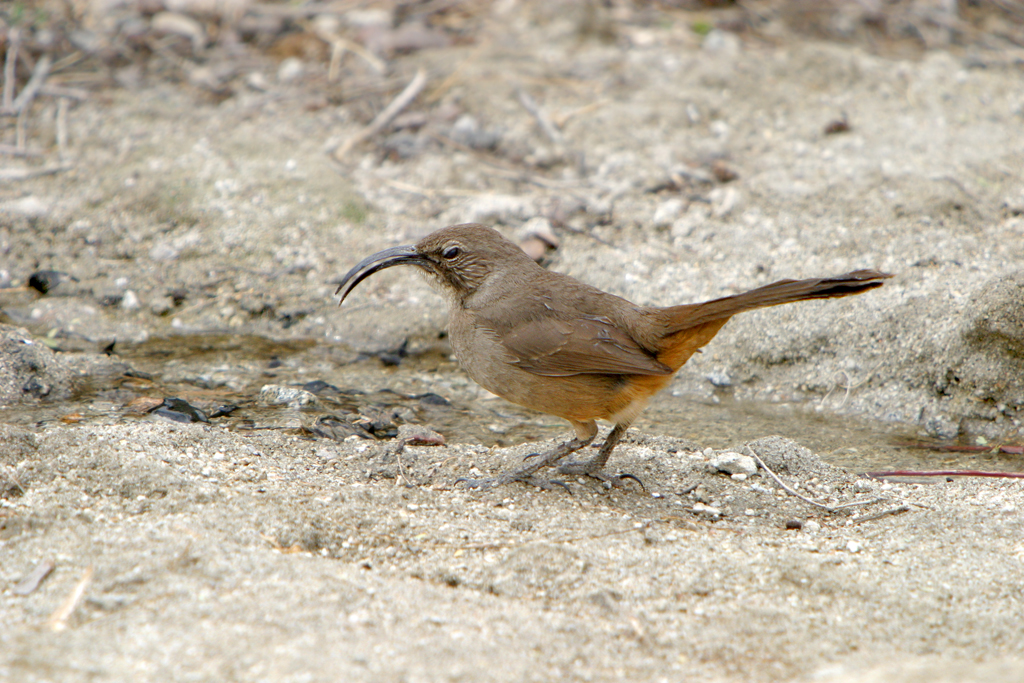
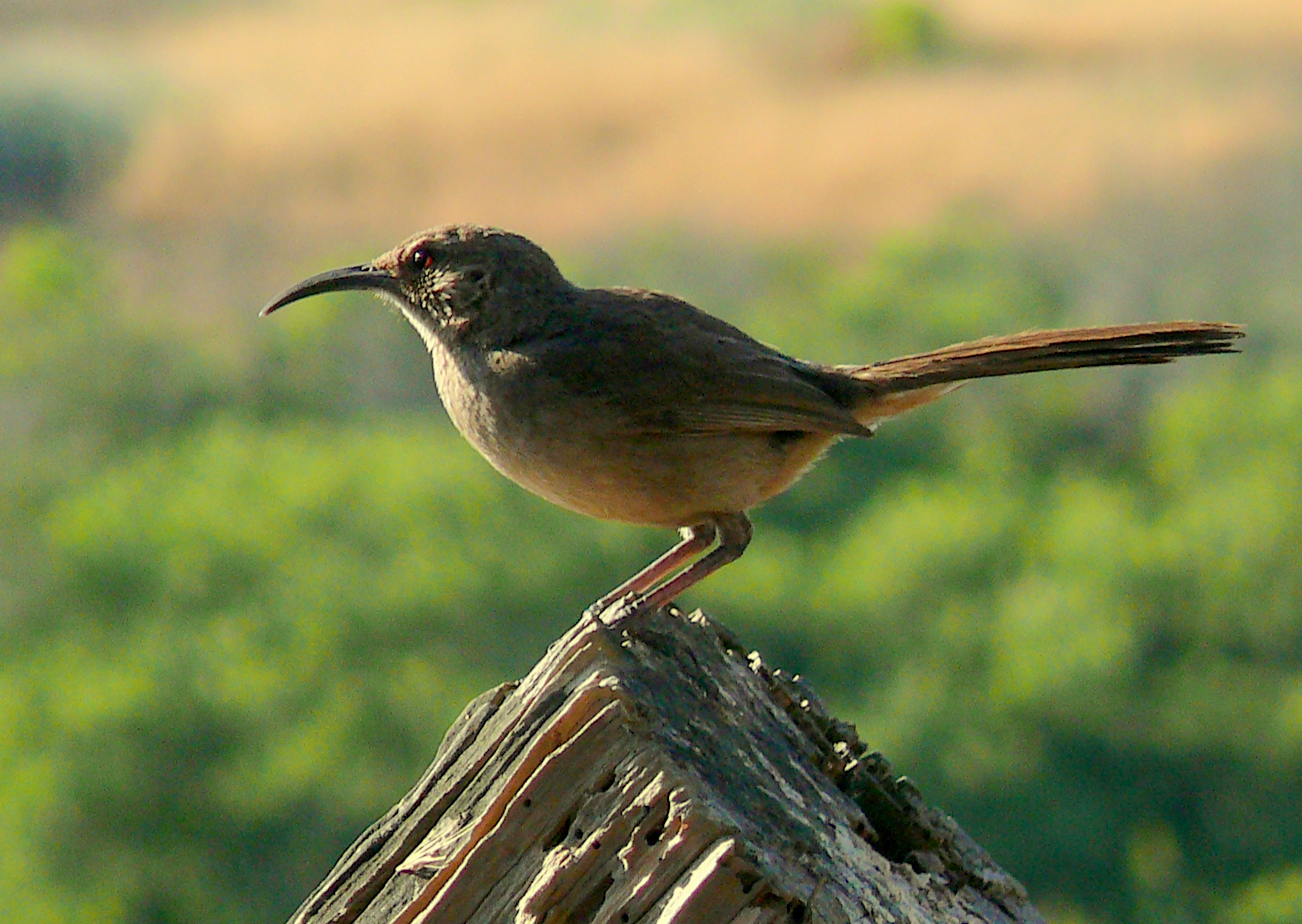